# Kim Han-bin
Đây là một tên người Triều Tiên, họ là Kim.
Kim Han-bin (tiếng Hàn: 김한빈; sinh ngày 31 tháng 3 năm 1991) là một cầu thủ bóng đá Hàn Quốc thi đấu ở vị trí hậu vệ cho Bucheon FC ở K League 2.

## Sự nghiệp
Anh được lựa chọn bởi Chungju Hummel ở đợt tuyển quân K League 2014.